# Euphorbia bicompacta
Euphorbia bicompacta är en törelväxtart som beskrevs av Peter Vincent Bruyns. Euphorbia bicompacta ingår i släktet törlar, och familjen törelväxter.

## Underarter
Arten delas in i följande underarter:
- E. b. bicompacta
- E. b. rubra

## Bildgalleri

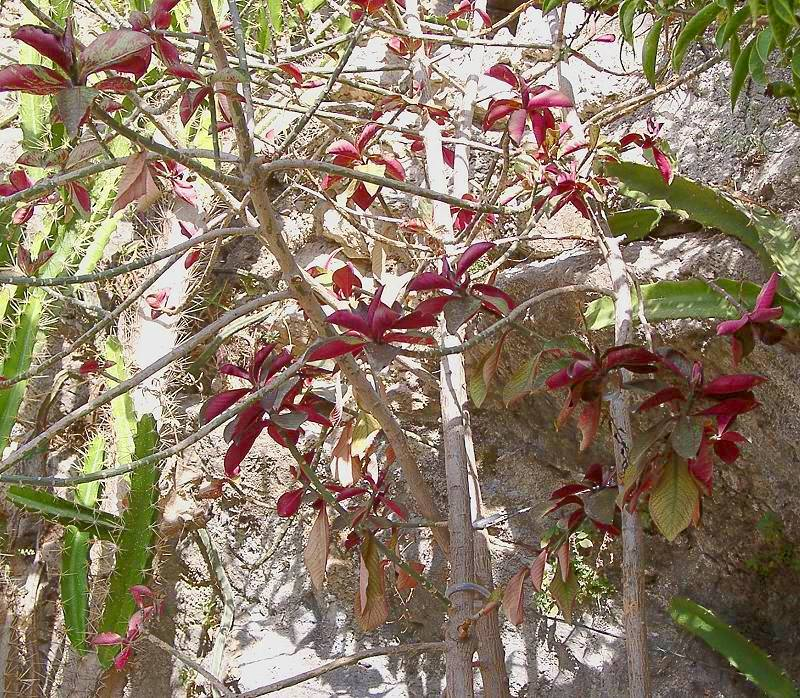
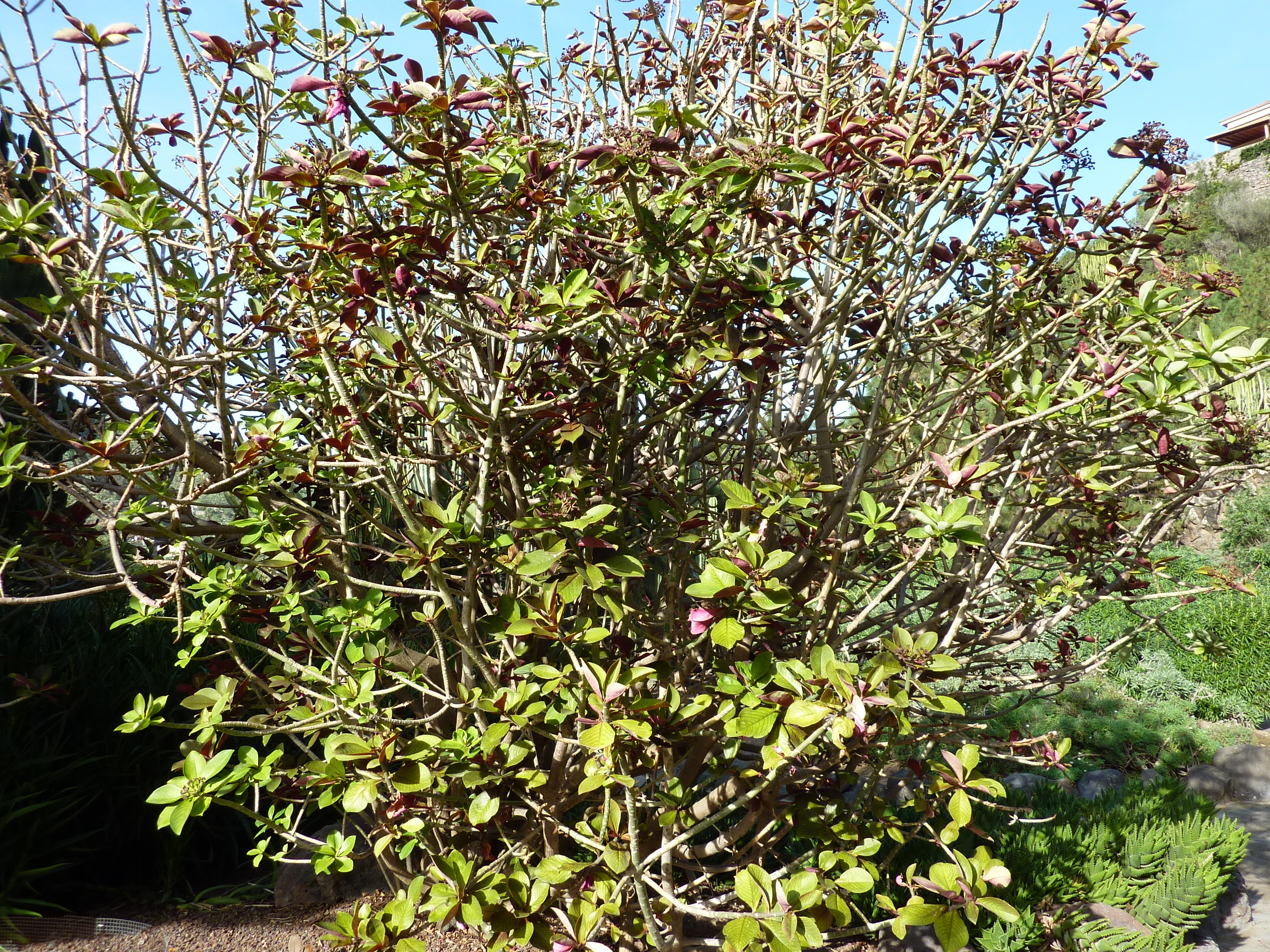
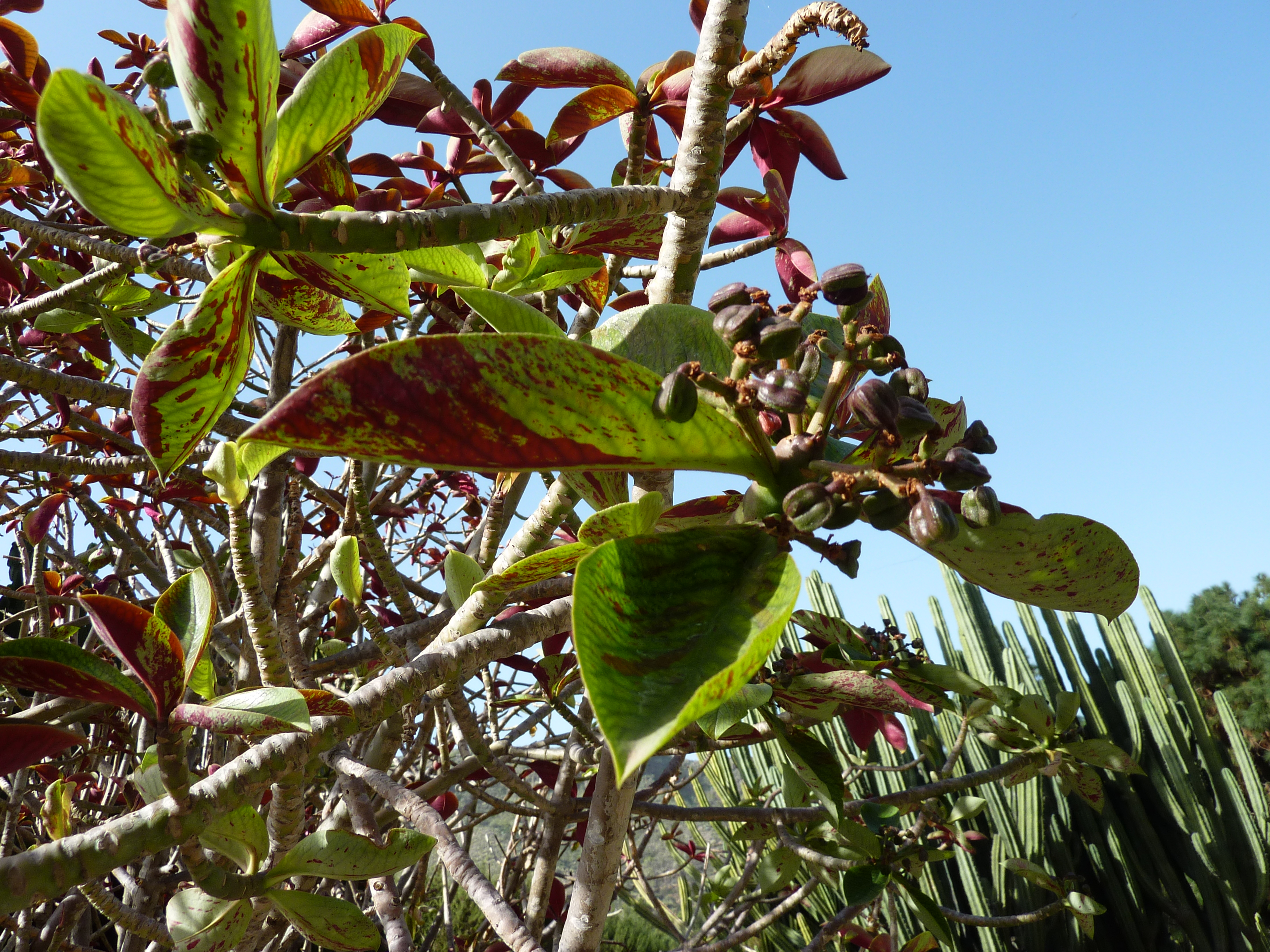
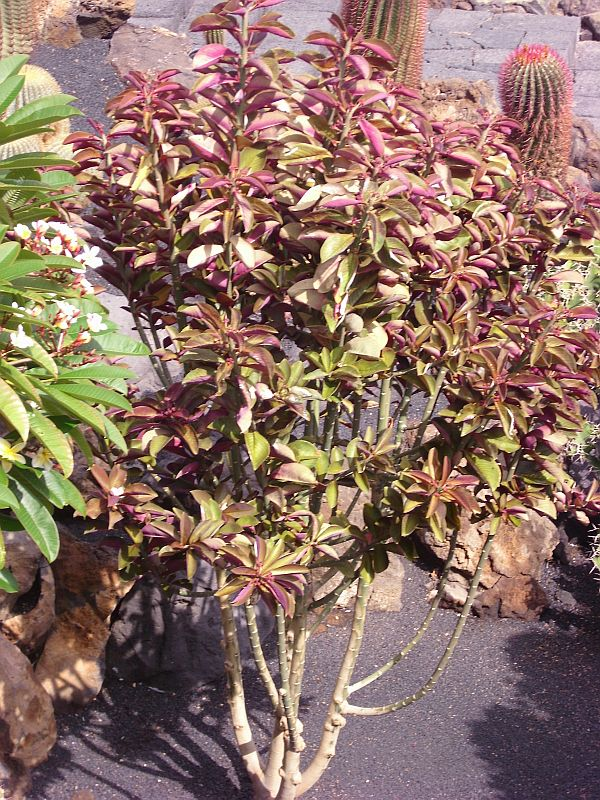
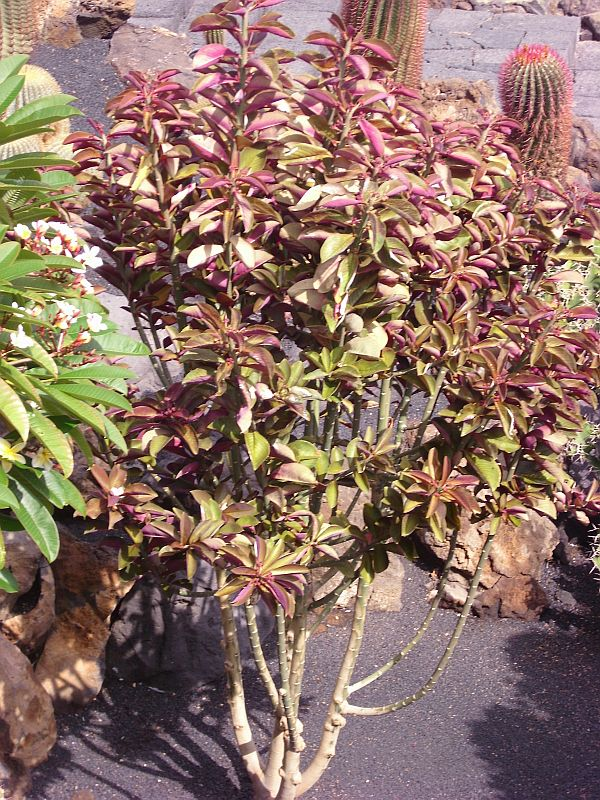
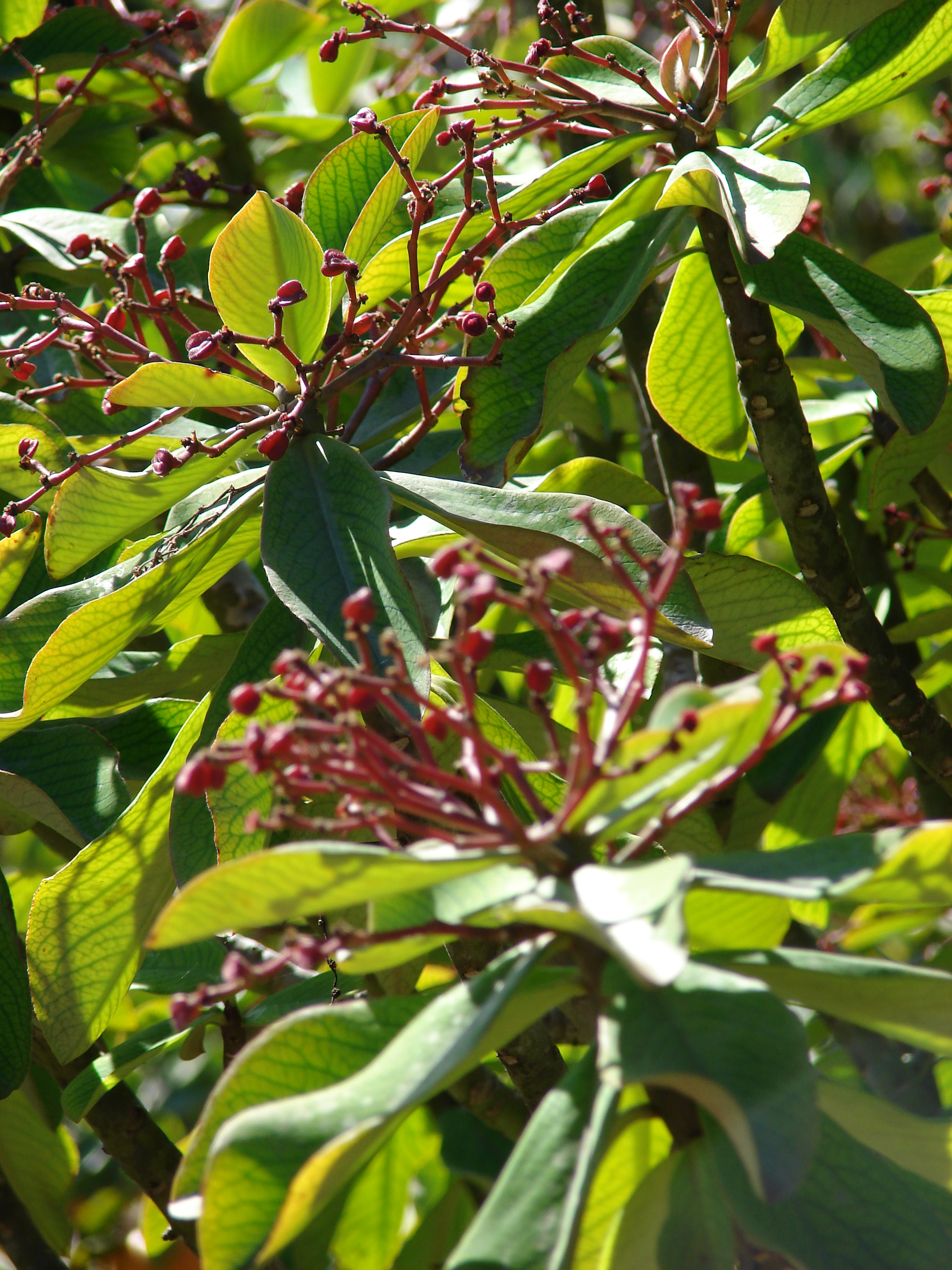